# Merle-Zyklus
Der Merle-Zyklus ist eine ursprünglich dreiteilige Romanserie von Kai Meyer, die erstmals in den Jahren 2001 und 2002 im Loewe Verlag erschien. Später folgten auch Ausgaben bei Heyne und Carlsen. 2020 wurde die ganze Reihe im Sauerländer Verlag neu aufgelegt. Im selben Jahr erschien außerdem die Fortsetzung Serafin – Das Kalte Feuer, womit die Reihe zur Tetralogie erweitert wurde. Die Merle-Romane gehören zu den erfolgreichsten Werken des Autors und sind bisher in rund zwanzig Sprachen erschienen.

## Inhalt

### Die Fließende Königin
Band 1, 2001, ISBN 3-7855-4015-9
Der erste Band spielt um 1894 in einem fiktiven Venedig. Der ägyptische Pharao Amenophis ist 1851 von seinen Hohepriestern wiederauferweckt worden und erobert nun die ganze Welt. Nur das Zarenreich und Venedig, wo Merle und ihre Freunde leben, sind noch übrig. Doch Venedig ist in Gefahr, vom Pharao erobert zu werden.
Merle und Junipa kommen aus dem Waisenhaus als Lehrlinge zum Spiegelmacher Arcimboldo. Bei einem nächtlichen Streifzug mit Serafin entdecken beide eine Verschwörung mit dem Ziel, die Fließende Königin zu vernichten. Merle und Serafin können die Essenz der Fließenden Königin retten, doch Serafin wird festgenommen.  Merle kann flüchten und trinkt die Fließende Königin. Diese schickt sie los, um Venedig zu retten. Als ein Bote der Unterwelt Venedig einen Vorschlag macht, gelingt es Merle, den Steinlöwen Vermithrax zu befreien und auf ihm durch den Belagerungsring der Ägypter und übers Meer zu fliehen. Serafin kann sich befreien und bekommt mit, dass sich Arcimboldo mit Boten von Lord Licht trifft und ihm seine Spiegel verkauft. Außerdem bekommt er mit, dass Lord Licht und Arcimboldo einen Pakt ausgehandelt haben, in dem es um Merle und Junipa geht.

### Das Steinerne Licht
Band 2, 2002, ISBN 3-7855-4278-X
In Band zwei fliegen Merle, die Fließende Königin in ihr und Vermithrax zu Lord Licht, dem Herrscher der Hölle. In der Zwischenzeit bildet sich in Venedig, das ohne die Anwesenheit der Fließenden Königin von den Ägyptern erobert wird, eine Widerstandsbewegung, der auch Serafin und die Lehrlinge der Spiegelwerkstatt angehören. Diese Bewegung wird von Lalapeja, einer Sphinx geleitet, die, wie sich später herausstellt, Merles Mutter ist. Sie plant ein Attentat auf den Pharao. In der Zwischenzeit sind Merle, die Fließende Königin und Vermithrax bei Lord Licht angekommen, der der ihm von Arcimboldo ausgelieferten Junipa ein steinernes Herz hat einsetzen lassen. Lord Licht zeigt ihnen das Steinerne Licht, das durch die steinernen Herzen die Menschen kontrollieren kann. Durch ein Experiment Lord Lichts wird Vermithrax in das Steinerne Licht gestürzt, kommt aber unversehrt und verwandelt zurück. Das Attentat der Jungen misslingt. Sie fliehen auf einem Schildkrötenpanzer übers Meer. Merle, die Fließende Königin und Vermithrax entkommen mit Junipa aus der Hölle.

### Das Gläserne Wort
Band 3, 2002, ISBN 3-7855-4403-0
Merle und ihre Begleiter finden sich im völlig verschneiten Ägypten wieder. Gemeinsam mit dem ägyptischen Hohepriester Seth begeben sie sich zum Eisernen Auge, der Festung der Sphinxen. In der Zwischenzeit tauchen Serafin und Unke in die Tiefen des Ozeans, um eine Meerhexe zu bitten, sie nach Ägypten zu bringen. Dort treffen alle Freunde zusammen. Für Merle, Junipa, die fließende Königin, Serafin, Unke und Lalapeja beginnt ein Kampf gegen einen ägyptischen Sphinx-Urvater, den Sohn der Fließenden Königin.

## Personen und Völker
- Merle ist die Hauptfigur der Bücher. Sie ist in einem Waisenhaus aufgewachsen und kommt mit 14 Jahren zusammen mit Junipa als Lehrling in die Werkstatt Arcimboldos. Die einzige Beziehung zu ihren Eltern ist der Zauberspiegel ihrer Mutter, dessen Spiegel aus Wasser statt aus Glas besteht. Sie verliebt sich in den Weberlehring und ehemaligen Meisterdieb Serafin.

- Junipa (13) ist Merles beste Freundin und kommt wie sie aus einem Waisenhaus. Sie ist blind, doch Arcimboldo setzt ihr Spiegelaugen ein, mit denen sie sehen kann. Im zweiten Band wird ihr ein Herz aus dem steinernen Licht eingesetzt. Zusammen mit Merle geht sie am Ende des letzten Bandes auf die Suche nach Merles leiblichem Vater.

- Die Fließende Königin / Sekmeth ist die Beschützerin von Venedig, sie ist das Wasser der Lagune. Sie soll von ägyptischen Alchemisten vernichtet werden, damit der wiederauferstandene Pharao Venedig erobern kann, doch Merle rettet sie und trinkt die Essenz der fließenden Königin. In Wirklichkeit ist sie jedoch Sekmeth, Göttin der Löwen und Sphingen, und eine unsterbliche Löwin, die ihren Körper abgelegt hat.

- Arcimboldo besitzt eine Werkstatt, in der er Zauberspiegel herstellt. Wegen angeblich dunkler Machenschaften wurde Arcimboldo aus der Handwerksgilde ausgeschlossen. Er nimmt oft Lehrlinge aus Waisenhäusern auf, so auch Merle und Junipa. Auf Befehl von Lord Licht, Merles Großvater, nimmt er Merle und Junipa auf.

- Unke arbeitet bei Arcimboldo als Haushälterin, doch ihre Beziehung zu ihm ist keine gewöhnliche. Unke ist eine Meerjungfrau mit Beinen.

- Serafin ist Lehrling bei Arcimboldos Erzfeind Umberto, einem Weber. Merle sieht ihn zum ersten Mal bei einem Kampf zwischen den Lehrlingen der Spiegelwerkstatt und denen der Weberwerkstatt. Im Laufe der Geschichte verliebt er sich in Merle. Ende des dritten Bandes gibt er sein Leben für sie.

- Vermithrax ist ein Obsidianlöwe, der fliegen und sprechen kann. Er war jahrelang eingekerkert, bis Merle ihn befreit. Er begleitet Merle. Im zweiten Band stürzt er in das Steinerne Licht und ist danach stärker, größer und leuchtet wie das Steinerne Licht selbst.

- Seth ist der Wesir des Pharaos und der höchste Priester des Horuskultes. Er ist der wirkliche Herrscher Ägyptens, bis er von den Sphingen abgelöst wird, und derjenige, der Amenophis tötet.

- Dario ist ein Lehrling bei Arcimboldo, der sich mit seinen beiden Freunden Tiziano und Boro schließlich der Widerstandsbewegung anschließt. Er hegte immer eine Feindschaft zu Merle, aber besonders zu Serafin.

- Lalapeja ist eine Sphinx und, wie sich später herausstellt, Merles Mutter. Sie ist die Hüterin des Sohnes der Mutter und kann Menschengestalt annehmen. Sie leitet die Widerstandsbewegung.

- Winter ist eine lebendig gewordene Jahreszeit. Er ist im zweiten Band in der Hölle auf der Suche nach Sommer, die er unsterblich liebt. Dort trifft er auf Merle und hilft ihr, bis ihm Lord Licht einen Tipp gibt und er sich nach Ägypten aufmacht.

- Professor Burbridge ist ein Wissenschaftler, der als Erster die Hölle erkundet hat. Er ist Merles Großvater und gleichzeitig Lord Licht, der Herrscher der Unterwelt.

- Steven ist Merles Vater, der in der Trilogie aber nicht vorkommt. Er ist aus der Hölle geflohen und später dann auch vor Lalapeja und Merle. Er ist durch die Spiegel in eine andere Welt gegangen, am Ende der Trilogie will Merle nach ihm suchen.

- Amenophis ist der von den Horuspriestern wiederbelebte Pharao. Im letzten Band wird er von Seth umgebracht.

- Der Sohn der Mutter ist der Urvater der Sphingen. Er trägt das Steinerne Licht in sich. Sekmeth zeugte mit ihm die Sphingen, tötete ihn jedoch zweimal. Er ist eine berghohe, missgebildete Sphinx mit teuflischer Intelligenz.

- Das Zarenreich ist außer Venedig das einzige Gebiet, das dem Pharaonenreich noch Widerstand leistet. Es steht unter dem Schutz der Hexe Baba Jaga.